# Opus signinum
Opus signinum ("cocciopesto" na suvremenom talijanskom) građevinski je materijal korišten u starom Rimu. To je oblik rimskog betona (opus caementicium), a glavna razlika je dodavanje malih komada razbijenog lonca, uključujući amfore, pločice ili cigle, umjesto drugih agregata.
Plinije Stariji opisuje njegovu proizvodnju:
Plinijeva uporaba izraza signine odnosi se na Signiju (današnji Segni), grad u Laciju koji je bio poznat po svojim pločicama.
Njegova glavna prednost u odnosu na opus caementicium bila je njegova vodootpornost, što je razlog njegove raširene upotrebe u rimskim kupkama, akvaduktima, cisternama i svim građevinama u kojima se nalazi voda. U podovima je osigurao zaštitu od vlage.

## Podrijetlo, širenje, prestanak uporabe
Tehnika, koju su najvjerojatnije izmislili Feničani, dokumentirana je početkom 7. stoljeća. Kr. u Tell el-Buraku (Libanon), zatim u feničkim kolonijama u sjevernoj Africi, nešto prije 256. pr. Kr., i od tamo se proširio sjeverno na Siciliju i konačno na talijanski poluotok. Podovi od signinuma nalaze se u velikoj mjeri u punskim gradovima Sjeverne Afrike i obično u helenističkim kućama na Siciliji. Dok su neki pločnici signinuma pronađeni u Rimu, tehnika tamo nije uobičajena. Vitruvije opisuje postupak postavljanja poda, bilo signinuma ili mozaika. Trend je započeo u 1. stoljeću prije Krista, šireći se u privatnim domovima kao iu javnim zgradama. Do 2. stoljeća, opus signinum će ustupiti mjesto više uzorkovanim stilovima pločnika.